# Louis Visconti
Louis Joachim Tullius Visconti (Roma el 11 de febrero de 1791 - París el 23 de diciembre de 1853) fue un arquitecto francés de origen romano del siglo XIX recordado por haber concebido un proyecto de unión de los palacios del Louvre y de las Tullerias que no pudo realizarse debido a su repentina muerte.

## Biografía
Louis Visconti procedía de una célebre familia de arqueólogos: su abuelo Giambattista Antonio Visconti (1722-1784) había fundado el Museo del Vaticano y su padre, Ennio Quirino Visconti (1751-1818), fue allí conservador. Su familia se instaló en París en 1798 y obtuvo la nacionalidad francesa en 1799; su padre fue nombrado conservador de Antigüedades y de Cuadros (conservateur des Antiquités et des Tableaux) del Museo del Louvre (recientemente creado en 1793).

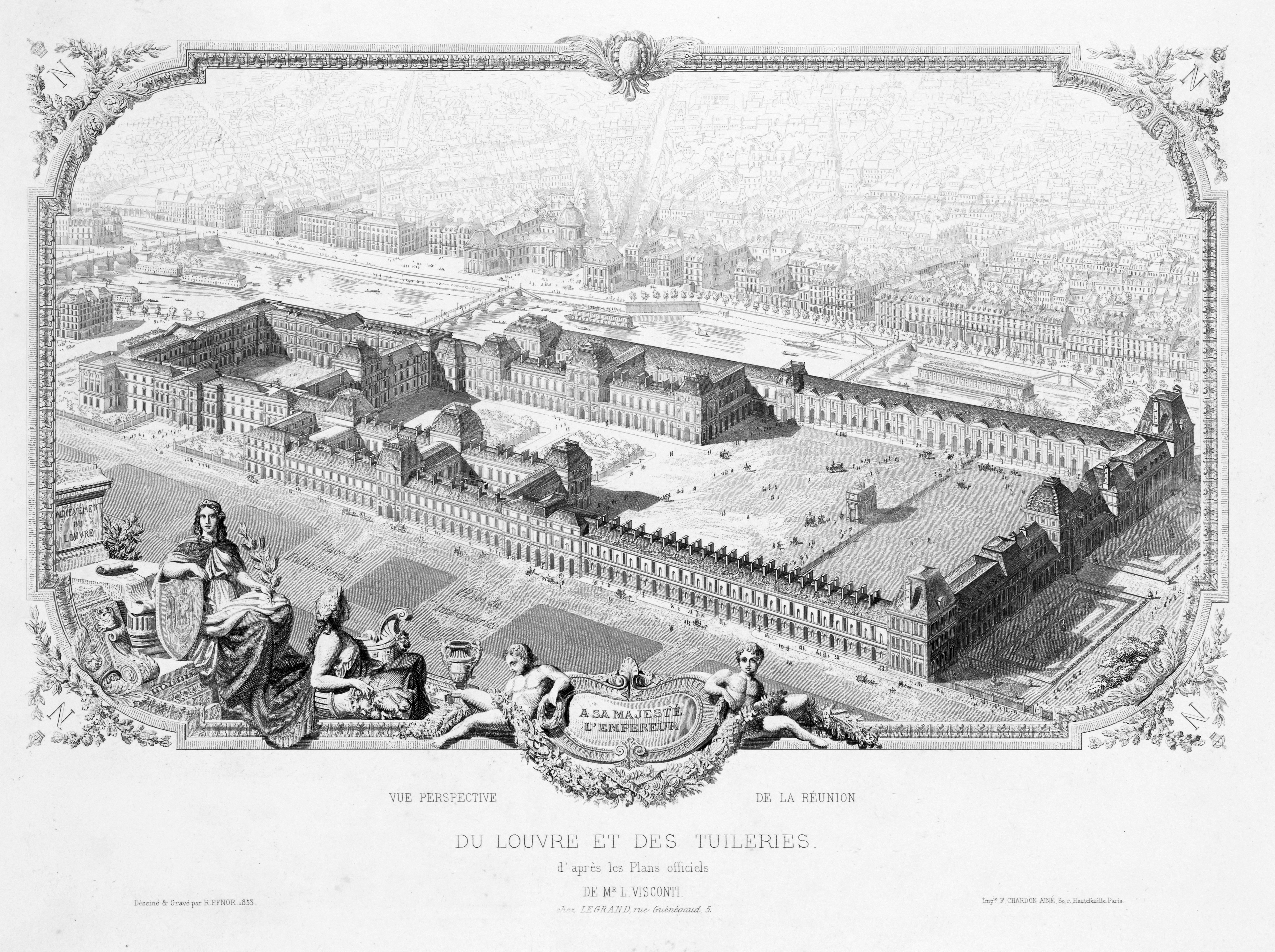
Vista perspectiva de la Réunion du Louvre et des Tuileries d'après les Plans officiels (1853) de L. Visconti

Entre 1808 y 1817, Louis Visconti estudió en la Escuela de Bellas Artes de París bajo la dirección de Charles Percier. Fue también alumno del pintor François-André Vincent. Después de haber obtenido el Segundo gran premio de Roma de arquitectura (1814) y el premio departamental de arquitectura de la Escuela de Bellas Artes (1817), fue nombrado en 1826 arquitecto (architecte-voyer) de los antiguos distritos de París 3.º y 8.º, y en 1832 conservador de la 8.ª sección de los Monumentos públicos de París (que incluía la Biblioteca Real, el monumento de la plaza de las Victorias, la puerta Saint-Martin y la puerta Saint-Denis, así como la columna Vendôme); fue arquitecto divisionario en 1848 y arquitecto del Gobierno en 1849.
En 1840, concibió las decoraciones de la capital para la ceremonia de regreso de las cenizas de Napoleón Bonaparte, construyendo después la tumba del propio emperador en Los Inválidos.
Asociado con Émile Trelis para los trabajos de la Bibliothèque royale du Louvre en mayo de 1848, hizo un primer proyecto de finalización del palacio del Louvre. Nombrado arquitecto del palacio de las Tullerías el 7 de julio de 1852 y arquitecto del emperador Napoleón III el 16 de febrero de 1853, se le encargó concebir un proyecto de unión del palacio del Louvre y del palacio de las Tullerías, que será realizado por Hector-Martin Lefuel. Visconti murió de una crisis cardiaca en 1853, año de su elección a la Academia de Bellas Artes.
Fue presidente de la Société centrale des architectes en 1852.
Lo entierran en el cimetière du Père-Lachaise (4.ª División).
Entre sus discípulos figura Joseph Poelaert, autor del Palacio de Justicia de Bruselas.

## Principales realizaciones

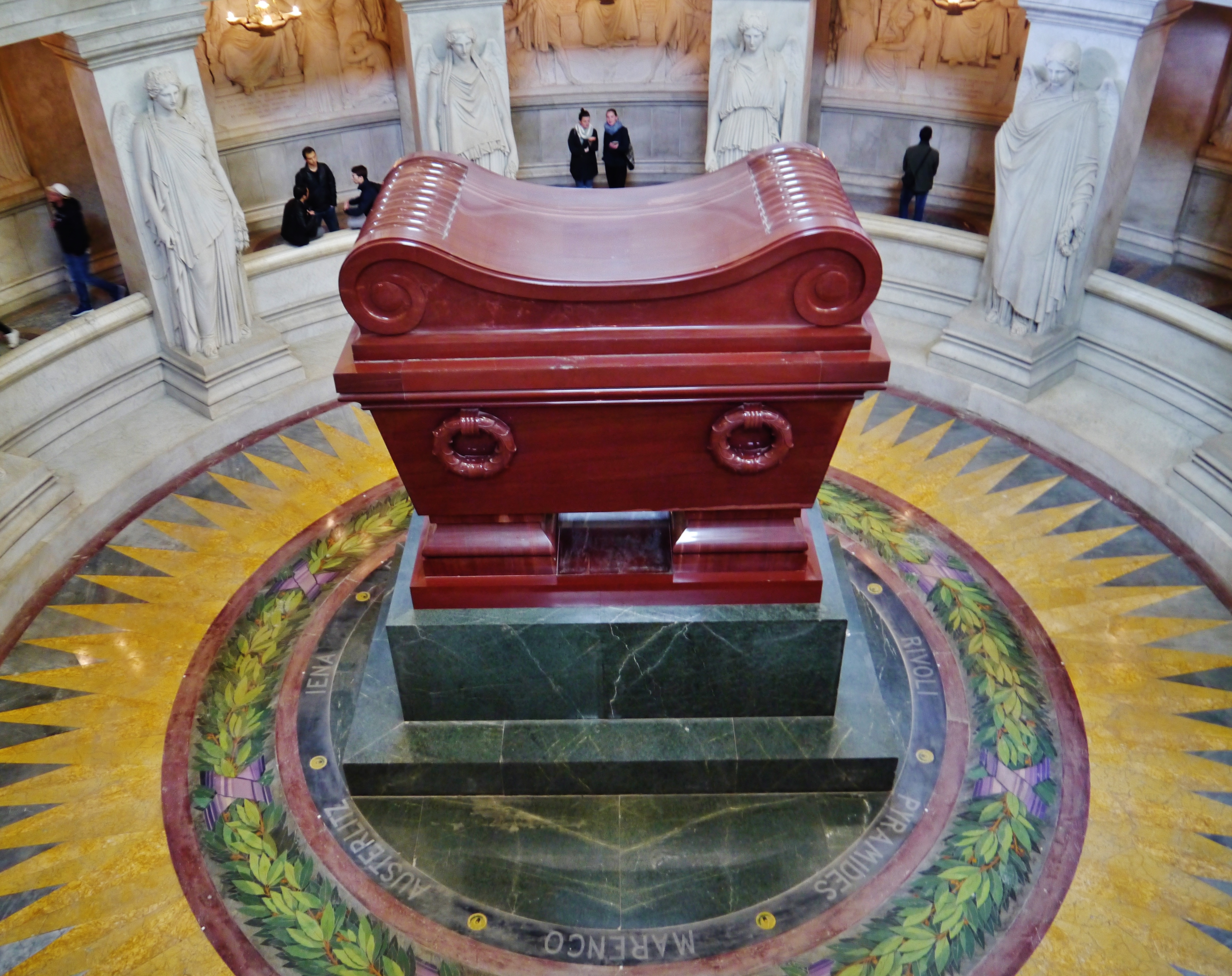
Tumba de Napoleón en los Invalidos

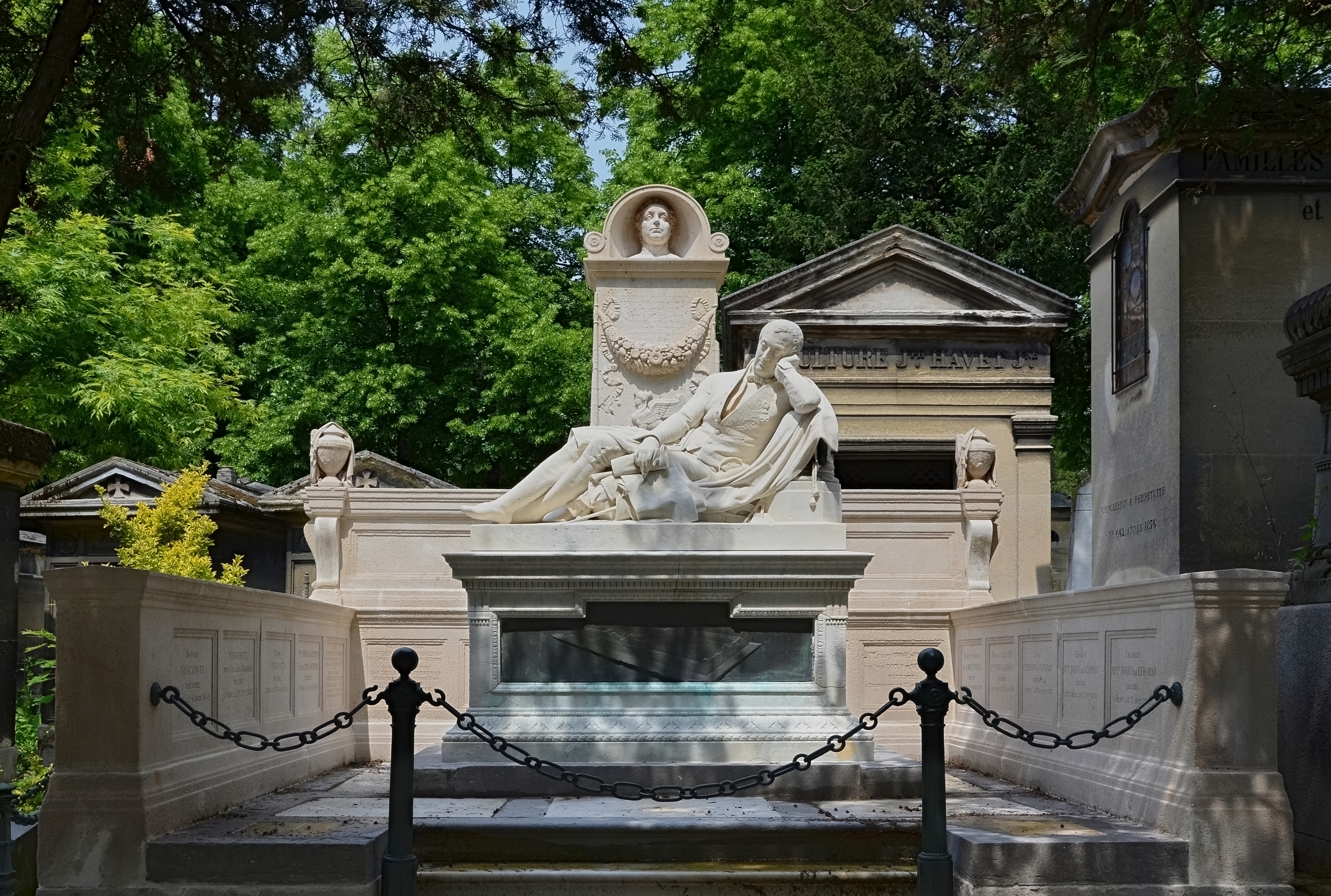
Tumba del cimetière du Père-Lachaise, con el nuevo Louvre sur le socle

- Hôtel de Gouvion Saint-Cyr, llamado también de Mademoiselle Mars, 1 rue de la Tour-des-Dames, 1821.
- Acondicionamientos del hôtel de Charost, 39 rue du Faubourg Saint-Honoré, 1825.
- Fuente Gaillon, place Gaillon, París, 1824-1828.
- Ampliación del Palais du Luxembourg, 1834.
- Inmueble Farine, 104 rue de Richelieu, 1834.
- Château du Grand-Bury, 1834.
- Fuente Louvois, Paris, 1835-1839.
- Hôtel de Pontalba, 41 rue du Faubourg-Saint-Honoré, 1839.
- Hôtel Collot, 25 quai Anatole-France, París, 1840, estilo neoclásico.
- Hôtel Visconti, 3 rue Fortin, 1840.
- Fuente Molière, 37 rue de Richelieu, París, 1841-1843.
- Fuente de la place Saint-Sulpice, París, 1842-1848.
- Hôtel de La Tour du Pin, 25 rue Barbet-de-Jouy, 1844.
- Château de Lissy, Seine-et-Marne, 1844.
- Hôtel Rigaud, 10 rue Mogador, 1845.
- Ampliación del ministerio del Interior, rue de Grenelle, con Moreau, 1846.
- Ampliación del ministerio de las Finanzas, 1846.
- Hôtel de La Vaupalière, rue du Faubourg Saint-Honoré, transformaciones (fecha no precisada).